# 24 uur van Daytona 1986
De 24 uur van Daytona 1986 was de 24e editie van deze endurancerace. De race werd verreden op 1 en 2 februari 1986 op de Daytona International Speedway nabij Daytona Beach, Florida.
De race werd gewonnen door de Holbert Racing #14 van Al Holbert, Derek Bell en Al Unser jr., die allemaal hun eerste Daytona-zege behaalden. De GTO-klasse werd gewonnen door de Raintree Corporation #64 van Lee Mueller, Maurice Hassey en Lanny Hester. De Lights-klasse werd gewonnen door de Outlaw Racing #13 van Frank Rubino, Ray Mummery en John Schneider. De GTU-klasse werd gewonnen door de Team Highball #71 van Amos Johnson, Dennis Shaw en Jack Dunham.

## Race
Winnaars in hun klasse zijn vetgedrukt.
| Pos. | Klasse | No. | Team                         | Coureurs                                                  | Chassis                 | Ronden |
| ---- | ------ | --- | ---------------------------- | --------------------------------------------------------- | ----------------------- | ------ |
| 1    | GTP    | 14  | Holbert Racing               | Al Holbert Derek Bell Al Unser jr.                        | Porsche 962             | 712    |
| 2    | GTP    | 8   | Henn's Swap Shop Racing      | A.J. Foyt Arie Luyendyk Danny Sullivan Preston Henn       | Porsche 962             | 712    |
| 3    | GTP    | 67  | BFGoodrich                   | Derek Warwick Darin Brassfield Jim Busby Jochen Mass      | Porsche 962             | 711    |
| 4    | GTO    | 64  | Raintree Corporation         | Lee Mueller Maurice Hassey Lanny Hester                   | Ford Mustang            | 622    |
| 5    | GTO    | 07  | 7-Eleven/Roush Racing        | Scott Pruett Klaus Ludwig Bruce Jenner                    | Ford Mustang            | 614    |
| 6    | GTP    | 44  | Group 44                     | Bob Tullius Claude Ballot-Léna Chip Robinson              | Jaguar XJR-7            | 607    |
| 7    | Lights | 13  | Outlaw Racing                | Frank Rubino Ray Mummery John Schneider                   | Argo JM19               | 600    |
| 8    | GTU    | 71  | Team Highball                | Amos Johnson Dennis Shaw Jack Dunham                      | Mazda RX-7              | 597    |
| 9    | Lights | 35  | Xtra Super Food CNT          | Mandy Gonzalez Ernesto Soto Basilio Davila Diego Montoya  | Royale RP40             | 579    |
| DNF  | GTU    | 75  | CCR                          | Bob Reed Tommy Kendall John Hogdal                        | Mazda RX-7              | 563    |
| 11   | GTU    | 32  | Alderman Nissan              | Bob Leitzinger Mike Carder Louis Baldwin Steve Alexander  | Nissan 280ZX            | 537    |
| DNF  | GTP    | 68  | BFGoodrich                   | Jan Lammers John Morton Derek Warwick                     | Porsche 962             | 512    |
| 13   | GTO    | 34  | Latino Racing                | Kikos Fonseca Luis Mendez Jamsal                          | Porsche 934             | 512    |
| 14   | Lights | 27  | MSB Racing                   | Dave Cowart Kenper Miller Jim Fowells                     | Argo JM19               | 511    |
| DNF  | GTO    | 76  | Walker Racing                | Nort Northam Greg Walker Craig Rubright                   | Chevrolet Corvette      | 506    |
| 16   | GTO    | 98  | All American Racers          | Dennis Aase Chris Cord                                    | Toyota Celica Turbo     | 489    |
| DNF  | Lights | 93  | Mid O/Rusty Jones            | Ron Pawley Don Marsh Kelly Marsh                          | Argo JM16               | 482    |
| 18   | GTU    | 17  | Al Bacon Racing              | Al Bacon Bill Scott Dennis Krueger                        | Mazda RX-7              | 482    |
| DNF  | Lights | 66  | STS-Mike Meyer Racing        | Jim Rothbarth Jeff Kline Mike Meyer                       | Mazda RX-7              | 477    |
| 20   | GTO    | 55  | Dave Heinz Imports           | Dave Heinz Steve Zwiren Don Yenko Jerry Thompson          | Chevrolet Corvette      | 472    |
| DNF  | GTU    | 02  | Roy Newsome Racing           | Richard Stevens Luis Sereix Roy Newsome Dale Kreider      | Mazda RX-7              | 453    |
| 22   | GTO    | 47  | Dingman Bros. Racing         | Steve Millen Elliott Forbes-Robinson Tommy Riggins        | Pontiac Firebird        | 438    |
| DNF  | GTO    | 72  | Whitehall Rocketsports       | Bob Bergstrom Gene Felton Paul Gentilozzi                 | Oldsmobile Toronado     | 434    |
| DNF  | GTP    | 04  | Group 44                     | Vern Schuppan Brian Redman Hurley Haywood                 | Jaguar XJR-7            | 430    |
| DNF  | Lights | 01  | AT&T Spice Engineering       | Don Bell Terry Wolters Craig Carter                       | Royale RP40             | 406    |
| DNF  | GTP    | 00  | Hotchkis Racing, Inc.        | Jim Adams Costas Los John Hotchkis                        | March 83G               | 402    |
| DNF  | GTO    | 62  | Roush Racing                 | Tim Coconis Fernando Robles Chris Marte                   | Ford Mustang            | 368    |
| DNF  | GTO    | 88  | Morrison Cook Motorsport     | Jack Baldwin Bob McConnell Tommy Morrison Don Knowles     | Chevrolet Corvette      | 365    |
| 29   | GTP    | 82  | K&P Racing                   | William Wessel Mark Kennedy David Fuller Karl Keck        | Chevrolet Corvette      | 340    |
| DNF  | GTO    | 87  | Morrison Cook Motorsport     | Ron Grable Don Knowles John Heinricy Bobby Carradine      | Chevrolet Corvette      | 331    |
| DNF  | GTO    | 29  | OMR Engines                  | Oma Kimbrough Chris Gennone Hoyt Overbagh Pieter Baljet   | Chevrolet Camaro        | 328    |
| DNF  | GTP    | 16  | Dyson Racing                 | Drake Olson Price Cobb Rob Dyson                          | Porsche 962             | 320    |
| DNF  | GTP    | 45  | RC Buick Hawk/Conte          | John Paul jr. Chip Ganassi Ivan Capelli Whitney Ganz      | March 85G               | 310    |
| DNF  | GTO    | 83  | Import Restorations          | Paul Reisman Bob Hebert Tom Gaffney Richard Stone         | Pontiac Firebird        | 296    |
| DNF  | Lights | 80  | Carma Racing                 | Martino Finotto Ruggero Megrati Almo Coppelli             | Alba AR6                | 291    |
| DNF  | GTO    | 30  | Skoal Bandit                 | Buz McCall Pancho Carter Jim Mueller Tom Sheehy           | Chevrolet Camaro        | 285    |
| DNF  | Lights | 6   | Morgan Performance           | Charles Morgan Logan Blackburn David Simpson              | Tiga GT286              | 279    |
| DNF  | GTP    | 33  | Bo-And Racing                | Bard Boand Richard Anderson Mike Allen                    | Lola T600               | 266    |
| DNF  | GTP    | 99  | R. B. Promotions             | David Andrews Steve Phillips Duncan Bain                  | Tiga GC285              | 244    |
| DNF  | GTO    | 50  | Folgers/Motorcraft           | Bill Elliott Ricky Rudd Kyle Petty Ken Schrader           | Ford Mustang            | 240    |
| DNF  | GTO    | 56  | Ricardo Londoño              | Diego Montoya Albert Naon jr. Carlos Migoya               | Pontiac Firebird        | 238    |
| DNF  | GTU    | 38  | Mandeville Auto/Tech         | Roger Mandeville Danny Smith Diego Febles                 | Mazda RX-7              | 229    |
| DNF  | GTU    | 78  | 901 Racing                   | Peter Uria Larry Figaro Jack Refenning                    | Porsche 911 Carrera RSR | 203    |
| DNF  | GTO    | 26  | Walter Johnston              | Ken Bupp John Hayes-Harlow Del Russo Taylor               | Pontiac Firebird        | 195    |
| DNF  | Lights | 63  | Certified Brakes             | Jim Downing John O'Steen John Maffucci                    | Argo JM19               | 184    |
| DNF  | GTP    | 3   | Brun Motorsports             | Thierry Boutsen Oscar Larrauri                            | Porsche 962             | 176    |
| DNF  | Lights | 9   | Rinzler Motoracing           | Mike Brockman Steve Durst Deborah Gregg Jim Trueman       | Tiga GT285              | 156    |
| DNF  | GTO    | 77  | Brooks Racing                | Leo Franchi Steve Gentile Rick Knoop                      | Ford Thunderbird        | 150    |
| DNF  | GTP    | 10  | Leeward Racing               | Jim Leeward Bill Adam Chip Mead                           | March 82G               | 123    |
| DNF  | GTP    | 2   | Leon Bros. Racing            | Al Leon Jim Fitzgerald Harald Grohs Art Leon              | March 85G               | 117    |
| DNF  | GTU    | 54  | SP Racing/Escort             | Karl Durkheimer Gary Auberlen Cary Eisenlohr Peter Jauker | Porsche 911 Carrera     | 117    |
| DNF  | GTP    | 86  | Bayside Disposal Racing      | Bob Wollek Derek Daly Bruce Leven                         | Porsche 962             | 116    |
| DNF  | GTP    | 4   | Lee Racing                   | Lew Price Jim Mullen Matt Whetstine                       | Chevrolet Corvette GTP  | 104    |
| DNF  | GTU    | 89  | Tom Hunt                     | Tom Hunt James Shelton Paul Romano Russ Boy               | Mazda RX-7              | 85     |
| DNF  | GTP    | 06  | Hi-Tech Racing               | Miguel Morejon Joe Varde Tico Almeida                     | Porsche 935 M16         | 83     |
| DNF  | GTO    | 43  | Global American              | Steve Cohen David Christian Tom Congleton                 | BMW M1                  | 68     |
| DNF  | GTO    | 90  | Road Circuit Technology      | Les Delano Andy Petery                                    | Pontiac Firebird        | 67     |
| DNF  | Lights | 37  | Burdsall-Newsome Racing      | Peter Welter Roy Newsome Tom Burdsall                     | Tiga GT285              | 66     |
| DNF  | GTU    | 36  | Case Racing                  | Dave Panaccione Ron Case                                  | Porsche 924 Carrera GTR | 65     |
| DNF  | Lights | 11  | Kendall Racing               | Paul Lewis Chuck Kendall Tommy Kendall Max Jones          | Lola T616               | 48     |
| DNF  | GTO    | 25  | Lucas Truck Service          | Robert Peters Kent Painter Tom Nehl Scott Gaylord         | Chevrolet Camaro        | 37     |
| DNF  | GTP    | 5   | Bob Akin Motor Racing        | Hans-Joachim Stuck Bob Akin Jo Gartner                    | Porsche 962             | 29     |
| DNF  | GTP    | 46  | RC Buick Hawk/Conte          | Whitney Ganz Ken Madren Bob Lobenberg                     | March 85G               | 27     |
| DNF  | GTP    | 0   | Joest Racing                 | Paolo Barilla Randy Lanier Gianpiero Moretti              | Porsche 962             | 6      |
| DNF  | GTO    | 92  | Van Every Racing             | Ash Tisdelle Lance van Every Rusty Bond                   | Chevrolet Camaro        | 6      |
| DNF  | GTO    | 28  | Texas Enterprises/US Tobacco | Terry Labonte Harry Gant Phil Parsons                     | Oldsmobile Calais       | 3      |
| DNS  | GTP    | 52  | Hendrick Motorsports         | Sarel van der Merwe Doc Bundy Wally Dallenbach jr.        | Chevrolet Corvette GTP  | 0      |
| DNS  | GTP    | 48  | Global American              | Don Walker Brian Goellnicht Charles Monk                  | March 83G               | 0      |
| DNS  | GTO    | 74  | Bill McDill                  | Bill McDill Richard McDill Tom Juckette                   | Chevrolet Camaro        | 0      |
| DNS  | GTU    | 57  | Kryderacing                  | Reed Kryder Tom Palmer Fred Staffilino Rod Whelan         | Nissan 280ZX            | 0      |

1962 · 1963 · 1964 · 1965 · 1966 · 1967 · 1968 · 1969 · 1970 · 1971 · 1972 · 1973 · 1974 · 1975 · 1976 · 1977 · 1978 · 1979 · 1980 · 1981 · 1982 · 1983 · 1984 · 1985 · 1986 · 1987 · 1988 · 1989 · 1990 · 1991 · 1992 · 1993 · 1994 · 1995 · 1996 · 1997 · 1998 · 1999 · 2000 · 2001 · 2002 · 2003 · 2004 · 2005 · 2006 · 2007 · 2008 · 2009 · 2010 · 2011 · 2012 · 2013 · 2014 · 2015 · 2016 · 2017 · 2018 · 2019 · 2020 · 2021 · 2022 · 2023 · 2024 · 2025